# Kalynowe
Kalynowe (ukrainisch Калинове; russisch Калиново/Kalinowo) ist eine Siedlung städtischen Typs im Osten der Ukraine mit etwa 3000 Einwohnern.

## Geographie
Der Ort ist in der Oblast Luhansk nördlich des Flusses Luhan (Лугань), etwa 13 Kilometer südöstlich der ehemaligen Rajonshauptstadt Popasna und 57 Kilometer westlich der Oblasthauptstadt Luhansk gelegen.

## Geschichte
Der Ort wurde im Jahr 1720 gegründet und erhielt 1938 den Status einer Siedlung städtischen Typs.
Im Sommer 2014 kam es im Verlauf des Ukrainekrieges zu Kampfhandlungen im Ort, im Oktober wurde das Ortsgebiet durch die ukrainischen Streitkräfte geräumt und durch Separatisten der Volksrepublik Lugansk besetzt.

## Verwaltungsgliederung
Am 12. Juni 2020 wurde die Siedlung ein Teil der neugegründeten Stadtgemeinde Kadijiwka, bis dahin bildete die Siedlung zusammen mit den Dörfern Kalynowe-Borschuwate (Калинове-Борщувате) und Nowooleksandriwka (Новоолександрівка) die gleichnamige Siedlungsratsgemeinde Kalynowe (Калинівська селищна рада/Kalyniwska selyschtschna rada) im Rajon Popasna.
Am 17. Juli 2020 wurde der Ort ein Teil des Rajons Altschewsk.